# Têt (fiume)
Il Têt (francese: La Têt, catalano: Tet) è un fiume costiero francese, situato nel dipartimento dei Pirenei Orientali e lungo 120 km. I paesi della valle sulla quale scorre il fiume (chiamata Vallée de la Têt) sono classificati nella lista Villes et Pays d'Art et d'Histoire stilata dal Ministero della Cultura francese.

## Geografia
Il Têt nasce sul versante nord-orientale del Pic Carlit, da un insieme di corsi d'acqua che formano il Lago Blu a circa 2.455 m di altitudine. Poco più in basso riceve i suoi primi affluenti: la Llosa sulla sinistra, ed il Grave sulla destra da cui eredita la direzione sud-ovest->nord-est. A quota 2017, poco prima di entrare nel lago artificiale di Bouillouses), riceve dalla sinistra il torrente Puig Peric che discende dal monte omonimo.
Dopo il Bouillouses il fiume prosegue in direzione sud-ovest fino ad arrivare a Mont-Louis, qui cambia direzione puntando verso sud-est e attraversa prima la regione del Conflent, poi la piana del Rossiglione), fino a sfociare nel Mar Mediterraneo a Canet-en-Roussillon poco a est di Perpignan.
Il suo corso è sbarrato da due dighe, una nei pressi della sorgente per via della produzione di energia idroelettrica (che ha formato il Lago dei Bouillouses) e l'altra a Vinça (dando luogo al Lago di Vinça).

## Principali città attraversate

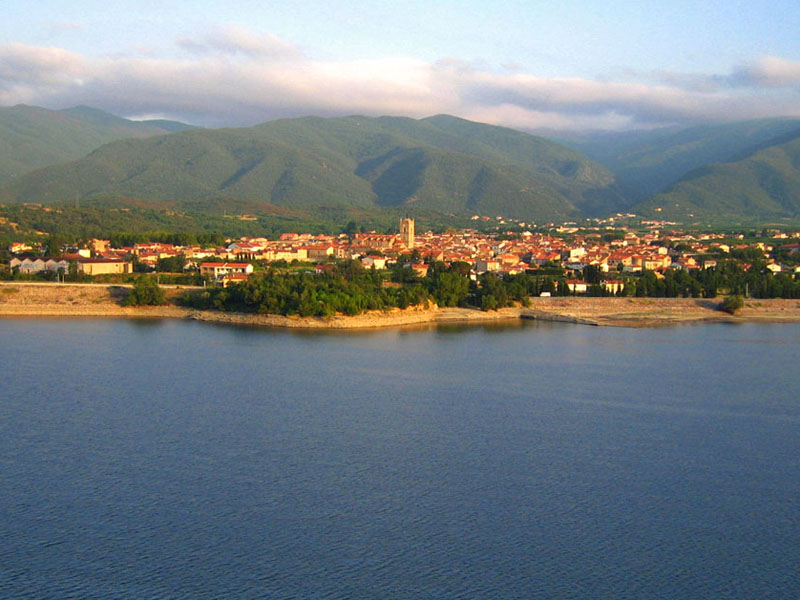
Vinça sulla sponda dell'omonimo lago

- Mont-Louis
- Fontpédrouse
- Olette
- Villefranche-de-Conflent
- Ria
- Prades
- Vinça
- Ille-sur-Têt
- Millas
- Le Soler
- Perpignano

## Principali affluenti

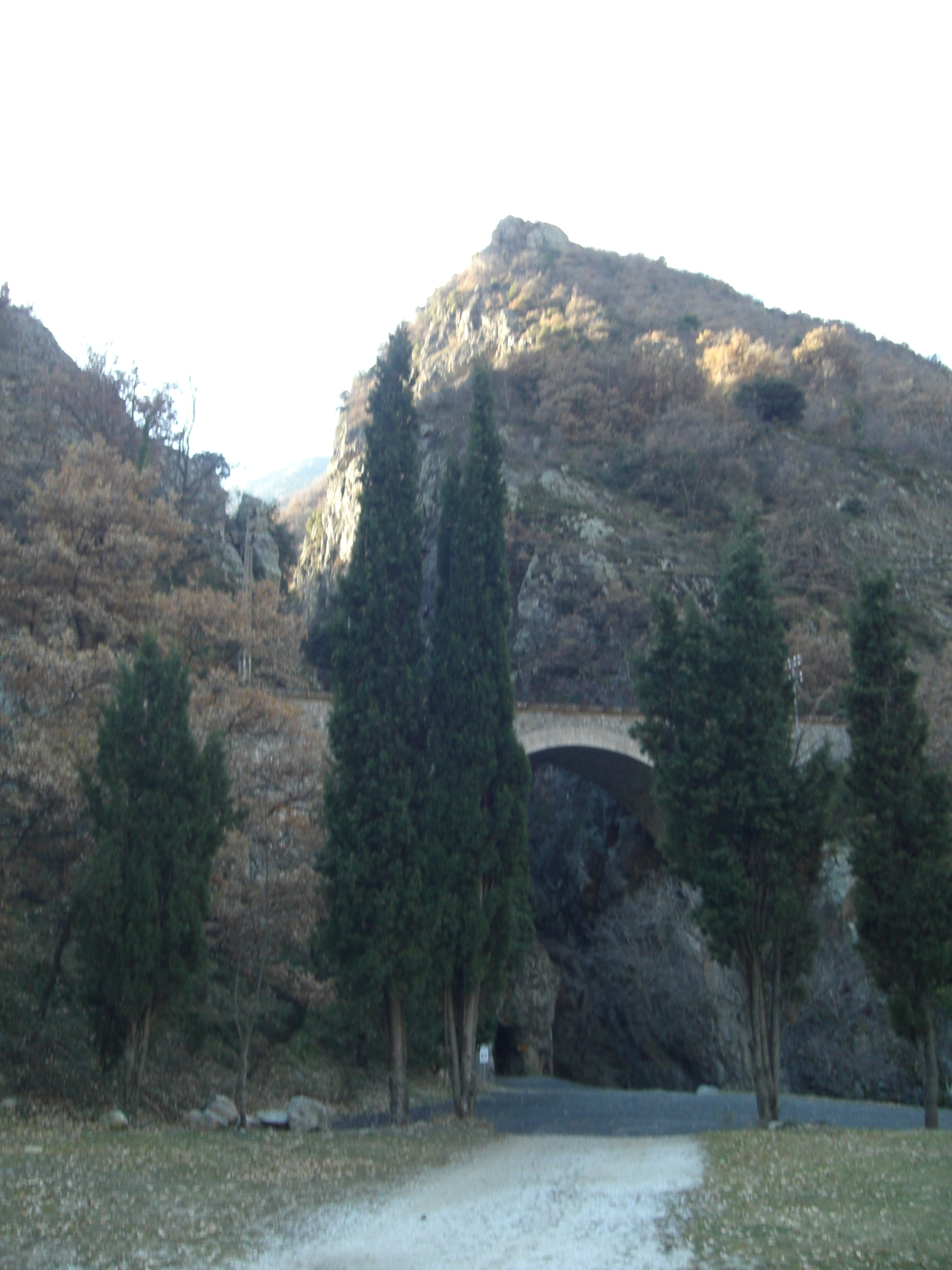
Gola del Carança

I principali affluenti della Têt sono (dx= sulla destra idrologica, sx= sulla sinistra idrologica):
- Llosa (dx)
- Grave (dx)
- Rio Peric (dx)
- Riberole (dx)
- Carança (dx)
- Mantet (dx)
- Rotja (Fuilla) (dx)
- Cady (Vernet-les-Bains) (dx)
- Castellane (col de Jau) (sx)
- Lentilla (Baillestavy) (dx)
- Boulès (dx)
- Caillan (Nohèdes) (sx)
- Basse (Perpignano) (dx)